# Stare Selo
Stare Selo (in ucraino Старе Село? polacco: Stare Sioło) è una zona abitata, situata nel distretto di Leopoli, nell'oblast' di Leopoli, città situata nell'Ucraina occidentale.
La zona è famosa per la grande fortezza monumentale, appartenuta in passato dai Principi Ostrogskij. La popolazione nella zona vive tuttora di agricoltura e di allevamento del bestiame.